# مطار كورو
مطار كورو (بالإنجليزية: Koro Airport)‏ (إياتا: KXF، إيكاو: NFNO) هو مطار يخدم كورو، إحدى جزر لومايفيتي في فيجي. تُشغله شركة مطارات فيجي المحدودة.

## مرافق
يقع المطار على ارتفاع 358 قدم (109 م) فوق مستوى سطح البحر. وله مدرج واحد بطول 790 متر (2,592 قدم).
وهو المطار الوحيد في فيجي الذي به مدرج مائل. لديها رحلة أسبوعية واحدة فقط من سوفا ناوسوري، مع أحد سكان جزر بريتن نورمان من نورثرن إير.

## شركات الطيران والوجهات
| شركـات طيـران | الوجهات                               |
| ------------- | ------------------------------------- |
| فيجي لينك     | مطار ناوسوري الدولي                   |
| طيران الشمال  | مطار نادي الدولي، مطار ناوسوري الدولي |

## روابط خارجية
- تاريخ الحوادث لـ (KXF / NFNO) على شبكة سلامة الطيران.